# Mappa mundi
Mappa mundi er et generelt udtryk anvendt på verdenskort udført i middelalderen.
Kortene rangerer i størrelse og kompleksitet fra simple skematiske kort på et par centimeter eller mindre til store vægkort, hvor de størst kendte er omkring 3,5 meter i omfang.
Udtrykket Mappa Mundi er sammensat af de latinske ord mappa: klæde eller kort og mundi: verden.
Ca. 1.100 mappa mundi kort har overlevet middelalderen. Af disse er ca. 900 fundet som illustrationer i manuskripter medens resten er selvstændige kort.